# 佩雷赫雷斯托韋
47°26′11″N 29°47′47″E / 47.43639°N 29.79639°E
佩雷赫雷斯托韋（烏克蘭語：Перехрестове）是位於烏克蘭西南部的村莊，由敖德萨州羅茲季利納區的扎季什希亞市鎮負責管轄。該村始建於1876年，面積1.9平方公里，海拔高度207米，2001年人口1,035，人口密度每平方公里257.89人。